# Чому Грузії вдалося
«Чому Грузії вдалося» (рос. «Почему у Грузии получилось») — книга співробітниці московського Інституту економічного аналізу Лариси Буракової про реформи в Грузії. В ній, на основі дворічного досвіду авторки, проаналізовано результати економічних реформ періоду правління президента Міхеїла Саакашвілі На думку авторки, найважливішим фактом є те, що вдалося переконати населення в чесності керівництва. Самій же політиці можна виділити три основних аспекти:
- Дебюрократизація — радикально спрощені процедури, за якими кожен громадянин повинен звертатися до органів влади (отримання довідок, оформлення документів права власності та паспорта тощо). ДАІ було розформовано, та створено з нуля з людей, які до того не служили в поліції.
- Лібералізація — кількість податків зменшено з 22 до 6, самі податки спрощено. Імпортних тарифів всього три: 0 % — для більшості товарів, 5 % або 12 % на продовольство або будматеріали.
- Приватизація — з 2004 року держава розпродала велику частину своєї власності: землю, готелі, промислові об'єкти, інфраструктуру та інше.

Українською книгу переклала Тетяна Шкарупа та видало видавництво Дух і Літера у 2012 році, ISBN 	978-966-378-266-9.

## Зміст
Портрет Грузії
Передмова
Від автора
ЧВТ (часто висловлювальні твердження)
Розділ 1. «Ми прийшли, щоб змінити всі правила гри»
Розділ 2. Народження нової країни
Розділ 3. Урок перший: дебюрократизація
Розділ 4. Урок другий: приватизація
Розділ 5. Урок третій: лібералізація
Розділ 6. Як свобода змінює країну
Розділ 7. Останні кроки та перші уроки
Покажчик імен
Слова подяки